# Fëdor Antonovič Bruni

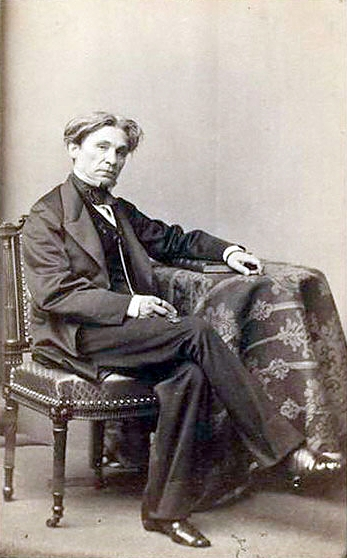
Fëdor Bruni (1864-65)

Fëdor Antonovič Bruni (in russo Фёдор Антонович Бруни?; Mosca, 1800 – San Pietroburgo, 1º settembre 1875) è stato un pittore russo con origini italiane.

## Biografia e produzione artistica
Nato a Mosca nell'allora Impero russo da una famiglia originaria di Mendrisio, figlio del pittore Antonio Baroffio, italiano emigrato in Svizzera (1762-1825 circa) e di Magdalena Bossart russa di famiglia aristocratica. Fëdor insieme a Sil'vestr Feodosievič Ščedrin, Karl Pavlovič Brjullov e Aleksandr Andreevič Ivanov è uno di quei pittori russi che, tra gli anni Venti e gli anni Trenta dell'Ottocento, effettuavano lunghi soggiorni in Italia, studiandone la tradizione pittorica dei secoli precedenti e raffigurandone vedute di città, campagne ed elementi naturali, ed eseguendo grandi dipinti di scene storiche dal gusto neoclassico o romantico.
Dopo gli studi all'Accademia di San Pietroburgo, compì un primo viaggio a Roma nel 1818, lo stesso anno del primo soggiorno di Ivanov. L'influenza della tradizione italiana e in particolare dello stile di Vincenzo Camuccini si fecero subito sentire nel primo dipinto di una certa importanza dell'autore, Morte di Camilla, sorella di Orazio, dal gusto ancora nettamente neoclassico, eseguito nel 1824 e ora conservato al Museo statale russo di San Pietroburgo.

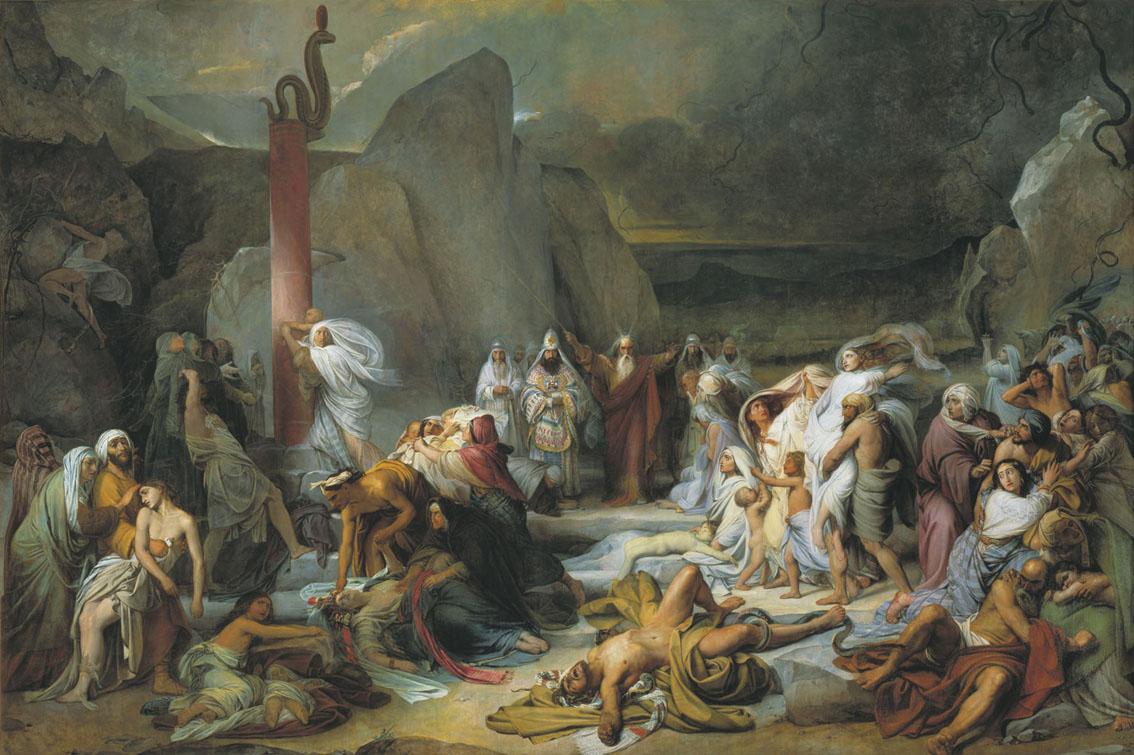
Il serpente di bronzo

Tornato a San Pietroburgo, affiancò alla carriera pittorica quella accademica, diventando professore all'Accademia. Nel frattempo, lavorava alle pitture per la Cattedrale di Sant'Isacco, della cui realizzazione era stato incaricato anche il Brjullov.
Tornò una seconda volta a Roma, dove dipinse un altro grande quadro, Il serpente di bronzo (1838). L'ultimo soggiorno italiano, verso il 1845, lo vide impegnato alla realizzazione dei cartoni preparativi per la Cattedrale di Sant'Isacco e dell'Iconostasi per la chiesa ortodossa di Stoccarda.
Rientrato definitivamente in patria, lavorò alle decorazioni per la chiesa di San Salvatore di Mosca e ad un ciclo di incisioni di soggetti presi dalla storia russa. Tuttavia in quegli anni sembrò prevalere l'attività di insegnante e di accademico: oltre ad assumere svariate cattedre all'Accademia, fu direttore dell'Ermitage tra il 1849 e il 1854.